# Гібралтар (Пенсільванія)
Гібралтар (англ. Gibraltar) — переписна місцевість (CDP) в США, в окрузі Беркс штату Пенсільванія. Населення — 721 особа (2020).

## Географія
Гібралтар розташований за координатами 40°16′45″ пн. ш. 75°52′2″ зх. д. / 40.27917° пн. ш. 75.86722° зх. д. (40.279083, -75.867206).  За даними Бюро перепису населення США в 2010 році переписна місцевість мала площу 3,37 км², з яких 3,20 км² — суходіл та 0,16 км² — водойми.

## Демографія
Згідно з переписом 2010 року, у переписній місцевості мешкало 680 осіб у 263 домогосподарствах у складі 190 родин. Густота населення становила 202 особи/км².  Було 281 помешкання (83/км²).
Расовий склад населення:
| - 96,8 % — білих - 0,9 % — азіатів - 0,6 % — корінних американців - 0,1 % — чорних або афроамериканців |

До двох чи більше рас належало 1,5 %. Частка іспаномовних становила 2,6 % від усіх жителів.
За віковим діапазоном населення розподілялося таким чином: 24,9 % — особи молодші 18 років, 62,0 % — особи у віці 18—64 років, 13,1 % — особи у віці 65 років та старші. Медіана віку мешканця становила 40,7 року. На 100 осіб жіночої статі у переписній місцевості припадало 103,0 чоловіків;  на 100 жінок у віці від 18 років та старших — 100,4 чоловіків також старших 18 років.
Середній дохід на одне домашнє господарство  становив 76 401 долар США (медіана — 68 550), а середній дохід на одну сім'ю — 70 813 долари (медіана — 67 800). Медіана доходів становила 58 271 долар для чоловіків та 57 681 долар для жінок. 
Цивільне працевлаштоване населення становило 384 особи. Основні галузі зайнятості: виробництво — 50,3 %, освіта, охорона здоров'я та соціальна допомога — 27,6 %, мистецтво, розваги та відпочинок — 14,6 %, фінанси, страхування та нерухомість — 3,9 %.